# LOVE 2
『LOVE 2』（ラブ・ツー）は、平原綾香10枚目のオリジナル・アルバム。EMI Recordsから2017年4月26日に発売。

## 解説
オリジナル・アルバムは2016年発売の『LOVE』より1年振りとなる。
本作は前作『LOVE』の第2弾となり、前作に引き続いて「愛」をテーマに著名なアーティストたちによる書き下ろしの楽曲で構成されており、アーティスト写真およびジャケット写真はレスリー・キーが担当した。楽曲提供には宇崎竜童、阿木耀子、原由子、織田哲郎、宮沢和史、藤巻亮太、谷村新司が参加しており、諫山実生と川江美奈子は前作に続いて楽曲提供に参加する形となっている。ボーナス・トラックとして、東日本大震災直後に塩釜市浦戸諸島の避難所にて一人の女性が島々の景色や島に住む人々に対する想いを綴った詞を元にして作られた曲「わせねでや」が収録されている。

## 収録曲
1. 私 結婚します
作詞・作曲：諫山実生 / 編曲： Nicolas Farmakalidis
2. 約束のこの瞬間(とき)に
作詞・作曲：原由子 / 編曲：曽我淳一
BSジャパン 火曜ドラマ 『山本周五郎時代劇 武士の魂』主題歌
フジテレビ系『ウチくる!?』4月度 - 5月度エンディングテーマ
3. 三日月○○
作詞・作曲：藤巻亮太 / 編曲：曽我淳一
4. 今宵も月
作詞・作曲：宮沢和史 / 編曲：坂本昌之
5. 僕へのPeace Song
作詞・作曲：Aika & Nicolas Farmakalidis / 編曲：Nicolas Farmakalidis
6. La La LOVE
作詞・作曲：平原綾香 / 編曲：Nicolas Farmakalidis
ホシザキグループCMソング
7. ジャスミン
作詞・作曲：谷村新司 / 編曲：坂本昌之
8. YOU ARE MY LOVE SONG
作詞：平原綾香 / 作曲：織田哲郎 / 編曲：武部聡志
9. 音樂
作詞・作曲：川江美奈子 / 編曲：Nicolas Farmakalidis
ハウステンボス バラ祭CMソング
10. 世界で一番幸せな娘
作詞：阿木燿子 / 作曲：宇崎竜童 / 編曲：曽我淳一
11. わせねでや ＜Bonus Track＞
作詞：桂島“うた”プロジェクト （原詩：内藤和江） / 作曲：ヒザシ / 編曲：瀬田創太
TBCテレビ『ウォッチン!みやぎ』エンディングテーマ